# Panama op de Olympische Zomerspelen 1988
Panama nam deel aan de Olympische Zomerspelen 1988 in Los Angeles, Verenigde Staten. 

## Deelnemers en resultaten per onderdeel

### Gewichtheffen
| Olympiër        | Discipline  | Resultaat | Prestatie                                                        |
| --------------- | ----------- | --------- | ---------------------------------------------------------------- |
| José Díaz       | -56kg (m)   | 19e       | trekken: 19de met 95kg stoten: 19de met 125kg totaal: 220kg      |
| Tómas Rodríguez | -67,5kg (m) | 15e       | trekken: 18de met 117,5kg stoten: 15de met 145kg totaal: 262,5kg |

### Worstelen
| Olympiër         | Discipline  | Resultaat   | Prestatie |
| Vrije stijl      | Vrije stijl | Vrije stijl | Vrije stijl |
| ---------------- | ----------- | ----------- | --- |
| Ramón Meña       | -57kg (m)   | 19e         | groep B: 10de V van NZL Hollamby: 1-3 V van BUL Ivanov: 0-4                                                               |
| Arturo Oporta    | -62kg (m)   | 25e         | groep A: 13de V van FIN Lehto: 1-3 V van AFG Dad: 0-3                                                                     |
| Herminio Hidalgo | -68kg (m)   | 15e         | groep A: 8ste W van KEN Salbei: 4-0 W van PHI Manibog: 4-0 V van JPN Akaishi: 0-4 V van BUL Yassenov: 0-4                 |
| Grieks-Romeins   |             |             | |
| Ramón Meña       | -57kg (m)   | 17e         | groep B: 9de V van FRA Mourier: 1-3 V van FRG Yildiz: 0-4                                                                 |
| Herminio Hidalgo | -68kg (m)   | 9e          | groep A: 8ste W van SYR Hory: 4-0 W van ARG Navarrete: 3-0 W van ESP Barcia: 3-0 V van NOR Brekke: 1-3 V van KOR Kim: 0-4 |

### Zwemmen
| Olympiër         | Discipline          | Resultaat | Prestatie               |
| ---------------- | ------------------- | --------- | ----------------------- |
| Manuel Gutiérrez | 100m schoolslag (m) | 49e       | serie 3: 6de in 1.06,73 |
| Manuel Gutiérrez | 200m schoolslag (m) | 40e       | serie 2: 3de in 2.26,57 |

Afghanistan · Algerije · Amerikaanse Maagdeneilanden · Amerikaans-Samoa · Andorra · Angola · Antigua en Barbuda · Argentinië · Aruba · Australië · Bahama’s · Bahrein · Bangladesh · Barbados · België · Belize · Benin · Bermuda · Bhutan · Birma · Bolivia · Bondsrepubliek Duitsland · Botswana · Brazilië · Britse Maagdeneilanden · Brunei · Bulgarije · Burkina Faso · Canada · Centraal-Afrikaanse Republiek · Chili · China · Chinees Taipei · Colombia · Congo-Brazzaville · Cookeilanden · Costa Rica · Cyprus · Denemarken · Djibouti · Dominicaanse Republiek · Duitse Democratische Republiek · Ecuador · Egypte · El Salvador · Equatoriaal-Guinea · Fiji · Filipijnen · Finland · Frankrijk · Gabon · Gambia · Ghana · Grenada · Griekenland · Groot-Brittannië · Guam · Guatemala · Guinee · Guyana · Haïti · Honduras · Hongarije · Hongkong · Ierland · IJsland · India · Indonesië · Irak · Iran · Israël · Italië · Ivoorkust · Jamaica · Japan · Joegoslavië · Jordanië · Kaaimaneilanden · Kameroen · Kenia · Koeweit · Laos · Lesotho · Libanon · Liberia · Libië · Liechtenstein · Luxemburg · Malawi · Malediven · Maleisië · Mali · Malta · Marokko · Mauritanië · Mauritius · Mexico · Monaco · Mongolië · Mozambique · Nederland · Nederlandse Antillen · Nepal · Nieuw-Zeeland · Niger · Nigeria · Noord-Jemen · Noorwegen · Oeganda · Oman · Oostenrijk · Pakistan · Panama · Papoea-Nieuw-Guinea · Paraguay · Peru · Polen · Portugal · Puerto Rico · Qatar · Roemenië · Rwanda · Saint Vincent en de Grenadines · Salomonseilanden · Samoa · San Marino · Saoedi-Arabië · Senegal · Sierra Leone · Singapore · Soedan · Somalië · Sovjet-Unie · Spanje · Sri Lanka · Suriname · Swaziland · Syrië · Tanzania · Thailand · Togo · Tonga · Trinidad en Tobago · Tsjaad · Tsjecho-Slowakije · Tunesië · Turkije · Uruguay · Vanuatu · Venezuela · Verenigde Arabische Emiraten · Verenigde Staten · Vietnam · Zaïre · Zambia · Zimbabwe · Zuid-Jemen · Zuid-Korea · Zweden · Zwitserland